# Брюссель (футбольный клуб)
«Брюссель» — бывший бельгийский футбольный клуб представлявший район Брюсселя Моленбек-Сен-Жан, выступавший в Первой лиге Бельгии, втором по силе дивизионе страны. Основан в 2003 году, путём слияния клубов «Моленбек» и «Стромбик». Домашние матчи проводил на стадионе «Эдмон Маштенс», вмещающем 11 000 зрителей. В высшем дивизионе «Брюссель» провёл четыре сезона с 2004 по 2008 годы, лучший результат 10-е место в сезоне 2005-06.

## Известные игроки
- Игор Де Камарго
- Эрик Дефляндр
- Бертран Крассон
- Эбрима Силла
- Венанс Зезе
- Боян Незири
- Валерий Сорокин
- Владимир Воскобойников
- Аднан Янузай
- Миши Батшуайи

## Известные тренеры
- Робер Васеж
- Франки ван дер Эльст